# Carelis albula
Carelis albula là một loài bướm đêm trong họ Noctuidae.